# Fly from Here
Fly from Here — двадцатый студийный альбом английской прогрессив-рок-группы Yes, вышедший в 2011 году.
Fly from Here — название многочастной композиции, основа которой («We Can Fly from Here») была создана в 1980 году в период подготовки альбома Drama (первые репетиции проходили с участием Билла Бруфорда на ударных). Было записано демо, однако композиция в альбом 1980 года не попала. Несмотря на это, она исполнялась в концертном туре в поддержку альбома Drama, а «живая» версия вошла в концертный бокс-сет The Word Is Live. Позднее Тревор Хорн и Джефф Даунс записали новое демо композиции (на этот раз в виде двухчастной сюиты) для включения во второй альбом The Buggles Adventures in Modern Recording (1981), однако сюита не вошла и туда. В итоге демозапись сюиты была издана в 2010 году как бонус-трек на диске Adventures in Modern Recording лейбла ZTT 2010.
В 2018 году альбом был перезаписан с вокалом Тревора Хорна и новым сведением инструментальных партий. Альтернативная версия альбома под названием Fly from Here – Return Trip была выпущена 25 марта 2018 года во время тура по случаю пятидесятой годовщины группы.

### Запись
Fly From Here — первая студийная работа Yes с момента выпуска Magnification (2001) и второй (после Drama) альбом, записанный без участия Джона Андерсона. Это самый длинный на сегодняшний день разрыв между двумя альбомами Yes. Альбом является первым релизом с вокалистом Бенуа Давидом (заменой Джону Андерсону на момент болезни). До прихода в Yes Давид уже более десяти лет участвовал в качестве вокалиста в кавер-группе Close to the Edge.

### Обложка
Альбом оформил художник Роджер Дин, который создал множество обложек альбомов для группы.

## Fly from Here – Return Trip
В 2016 году группа подала Тревору Хорну идею о том, чтобы он перезаписал вокал в альбоме. Уайт, предложивший эту идею, напомнил Хорну, что если он это сделает, это станет вторым альбомом, записанным с тем же составом, что и Drama (1980). Хорн назвал это фактором, повлиявшим на его решение, и сказал: «Я подумал: а почему бы и нет? Потому что я должен жить с альбомом всю оставшуюся жизнь, так что я мог бы переделать его». Работа началась в мае 2016 года, когда Хорн выступил на сцене с Yes в Лондоне во время их европейского турне 2016 года, на следующий день группа поехала в студию. Хорн сделал ремикс альбома и переставил некоторые части в процессе, мотивируя это тем, что он и Даунс написали большую часть материала в соавторстве и, таким образом, «не должны были ни перед кем отчитываться». Хорн обнаружил, что его вокал был «тяжелее», что повлияло на его выбор особенностей сведения. Он назвал «Hour of Need» особенным треком, который был улучшен по сравнению с оригиналом. Даунс и Хоу также записали новые клавишные и гитарные наложения соответственно.
Новая версия под названием Fly from Here – Return Trip была выпущена 25 марта 2018 года на PledgeMusic во время тура по случаю пятидесятой годовщины группы. Альбом также включает в себя полную версию «Hour of Need», ранее неиздававшегося трека «Don't Take No for an Answer», написанного и спетого Хоу и записанного группой во время сессий альбома, и дополнительные заметки Хорна на обложке. Доунс почувствовал, что новая версия звучит освежающе, и что ремиксы Хорна добавили «совершенно новое измерение к оригинальным записям».

## Чарты
| Чарт (2011)      | Наивысшее место |
| ---------------- | --------------- |
| Германия         | 16              |
| Шотландия        | 19              |
| UK Albums Chart  | 30              |
| US Billboard 200 | 36              |

Fly From Here дебютировал во Франции на 147 месте, и спустя неделю поднялся до 134-го. В Японии пластинка с ходу заняла 56 позицию, в Великобритании — 30, разойдясь тиражом в 5 242 копий за первую неделю продаж, а в Шотландии заняв 19 место. В Нидерландах альбом оказался на 43 месте, в Швеции — на 31. В США пластинка дебютировала на 36 позиции, на следующей неделе она опустилась на 96. В Норвегии альбом стартовал с 24 места.

## Список композиций (версия 2011 года)
| №   | Название                                                         | Автор(ы)                                                  | Длительность |
| --- | ---------------------------------------------------------------- | --------------------------------------------------------- | ------------ |
| 1.  | «Fly From Here - Overture»                                       | Тревор Хорн, Джеффри Даунс, Крис Сквайр                   | 1:53         |
| 2.  | «Fly From Here - Pt I - We Can Fly»                              | Хорн, Даунс, Крис Сквайр                                  | 6:00         |
| 3.  | «Fly From Here - Pt II - Sad Night at the Airfield»              | Хорн, Даунс                                               | 6:41         |
| 4.  | «Fly From Here - Pt III - Madman at the Screens»                 | Хорн, Даунс                                               | 5:16         |
| 5.  | «Fly From Here - Pt IV - Bumpy Ride»                             | Стив Хау                                                  | 2:15         |
| 6.  | «Fly From Here - Pt V - We Can Fly (reprise)»                    | Хорн, Даунс, Сквайр                                       | 1:44         |
| 7.  | «The Man You Always Wanted Me to Be»                             | Сквайр, Джерард Джонсон                                   | 5:07         |
| 8.  | «Life on a Film Set»                                             | Хау, Даунс                                                | 5:01         |
| 9.  | «Hour of Need»                                                   | Хау, Оливер Уэйкман                                       | 3:07         |
| 10. | «Solitaire»                                                      | Хау                                                       | 3:30         |
| 11. | «Into the Storm»                                                 | Сквайр, Оливер Уэйкман, Хау, Хорн, Бенуа Давид, Алан Уайт | 6:54         |
| 12. | «Hour of Need (полная версия, бонус-трек для японского издания)» | Хау                                                       | 6:45         |

## Участники записи
Yes
- Бенуа Давид — ведущий вокал в версии 2011 года
- Крис Сквайр — бас-гитара, бэк-вокал, вокал на «The Man You Always Wanted Me To Be»
- Стив Хау — гитара, вокал
- Джеффри Даунс — клавишные
- Алан Уайт — барабаны

Дополнительные музыканты
- Oliver Wakeman — дополнительные клавишные на «We Can Fly», «We Can Fly (reprise)» и «Hour of Need»[13][14][15]
- Тревор Хорн — вокал, дополнительные клавишные[14][16]
- Luís Jardim — перкуссионные[14]
- Gerard Johnson — фортепиано на «The Man You Always Wanted Me to Be»[14]

Производство
- Tim Weidner — сведение и инжиниринг[14]
- Тревор Хорн — продюсер, соавтор текстов, ведущий и бэк-вокал и дополнительные клавишные в версии 2018 года